# La Vega (Cundinamarca)
La Vega è un comune della Colombia facente parte del dipartimento di Cundinamarca.
Il centro abitato venne fondato da Alonso Vásquez de Cisneros nel 1605.